# Жабени
 Тази статия е за битолското село.  За прилепското вижте Жабяни.  
Жабени или Жабяни (на македонска литературна норма: Жабени; на албански: Zhabjan; на гръцки: Ζιάμπανη) е село в община Битоля на Северна Македония.

## География
Селото е равнинно – намира се в областта Пелагония, на 11 km южно от Битоля, на 585 m надморска височина.

## История
Според местната традиция името на селото идва от това, че то е разположено в блатиста местност, пълна с жаби.
Според данни в Битолския кадийски сиджил от 1636 година жителите на Жабяни, Битолска кааза, подават жалба срещу цигани „бездомници и кавгаджии“. В резултат на циганите е забранено да се заселват в селото и околните села.
В XIX век Жабени е село в Битолска кааза на Османската империя. Църквата „Свети Атанасий“ в селото е от 1837 година.
Според статистиката на Васил Кънчов („Македония. Етнография и статистика“) от 1900 година Жабяни има смесено население от 340 жители, които 240 българи християни 100 и арнаути мохамедани.
На Етнографската карта на Битолския вилает на Картографския институт в София от 1901 година Жабени е чисто българско село в Битолската каза на Битолския санджак с 16 къщи.
През март 1902 година френският вицеконсул в Битоля Макс Шублие информира министъра на външните работи Делкасе, че башибозуци, преследващи „български агитатори“ арестуват 31 българи от Жабени и още четири села. Жителите на  Жабени и Барешани са малтретирани, вързани и бити.
Цялото население на селото е гъркоманско под върховенството на Цариградската патриаршия. По данни на секретаря на Българската екзархия Димитър Мишев („La Macédoine et sa Population Chrétienne“) в 1905 година в Жабяни има 200 българи патриаршисти гъркомани.
По време на българското управление на Вардарска Македония през Първата световна война Жабяни е част от Барешанска община в Битолска селска околия и има 209 жители.
През втората половина на XX век жителите на селото емигрират към Кравари, Битоля, Скопие, Европа и отвъдокеанските страни.
Според преброяването от 2002 година селото има 178 жители самоопределили се както следва:
| Националност     | Всичко |
| северномакедонци | 30     |
| албанци          | 143    |
| турци            | 0      |
| роми             | 0      |
| власи            | 0      |
| сърби            | 0      |
| бошняци          | 0      |
| други            | 5      |

## Личности
Родени в Жабени
- Йосиф, деец на ВМОРО, арестуван в 1902 година и измъчван, но не издал нищо[9]